# Хомяков, Константин Григорьевич
Константи́н Григо́рьевич Хомяко́в (1891—1968) — химик, профессор, заведующий кафедрой общей химии химического факультета МГУ (1943—1968). Лауреат Ломоносовской премии 1 степени.

## Биография
Окончил естественное отделение физико-математического факультета Московского университета (1917). После окончания был оставлен для подготовки к профессорскому званию в термохимической лаборатории им. В. Ф. Лугинина. Преподавал химию на рабочем факультете, организованном в Московском университете в 1919 году.
Доктор химических наук (1940). Тема докторской диссертации «Исследование превращений твёрдых фаз с образованием новой твёрдой фазы и газа». Профессор (1935). Работал в лаборатории физико-химического анализа, где проводил исследования в области химии и термодинамики ферритов. Своими исследованиями ферромагнитных и полупроводниковых материалов (ферритов) заложил фундамент получения магнитной керамики и открыл пути получения ферромагнитных полупроводников с заданными свойствами.
Во время Великой Отечественной войны  участвовал в решении государственных задач, в том числе руководил разработкой технологической схемы проектируемого содового завода . Участвовал в организации учебного процесса на Рабфаке МГУ.
В  Московском университете читал лекции по физической химии, общей химии и по физико-химическому анализу на химическом факультете. Написал учебное пособие «Лекции по общей химии» (ч. 1, 1957).
Брат В.Г.Хомякова

## Исследования
Основная сфера научных интересов это термохимия, химия и физикохимия ферритов.
Первые научные труды были посвящены термическим исследованиям фосфорной кислоты и ее солей, за цикл работ по теплотам образования синтина был удостоен премии Д. И. Менделеева. В 1930-е гг проводил исследования в области различных видов природного и синтетического топлива, искусственных удобрений, металлических и солевых сплавов. По поручению Института удобрений проводил термохимические исследования фосфорной кислоты и ее солей.
Особое значение имели работы по исследования кинетики диссоциаций карбонатов и дегидратации кристаллогидратов (1940), эти работы сыграли важную роль в развитии представления о механизме топохимических реакций через образование промежуточных метастабильных фаз.
В 1950-56 годах работал над конструкцией высокотемпературного калориметра.
Проводил исследования в области химии и термодинамики ферритов в 1960-х гг. Предложил новый метод получения ферритов — бездиффузионный.
Разработал калориметрический метод физико-химического анализа, с помощью которого были изучены превращения 2-го рода в сплавах Mg-Cd. Были изучены кривые теплоемкости в системе Mg-Cd.
«Исследование строения легированных сплавов системы железо-никель-алюминий вблизи состава Fe2NiAl (1968)».

## Научно-организационная деятельность
- Член термодинамической комиссии АН СССР (1939)
- Председатель строительной комиссии факультета (1948—1953)
- Председатель редколлегии журнала «Вестн. Моск.ун-та. Сер Химия»

## Награды
- Лауреат Ломоносовской премии 1 степени (1961)
- Орден Ленина — за доблестный труд в Великой Отечественной войне 1941—1945
- Премия Д. И. Менделеева — за цикл работ по теплотам образования синтина

## Мемориал
Г. К. Хомяков скончался 11 января 1968 года. Похоронен в Москве на Востряковском кладбище.

## Список литературы
- Профессора Московского университета. Под ред. В. А. Садовничего, В. И. Ильченко, Том 2. 2004. 595с.
- Химический факультет МГУ. Путь в три четверти века. Под ред. В.В. Лунина, 2004. 85-86с. 252с.
- Московский университет за 50 лет советской власти. Под ред. И. Г. Петровского, 1967. с. 50, 289, 291, 307, 308.
- Московский университет в Великой Отечественной войне. — 4-е, переработанное и дополненное. — М.: Издательство Московского университета, 2020. — С. 112. — 632 с. — 1000 экз. — ISBN 978-5-19-011499-7.
- Памфилов А. В., Хомяков К. Г., Кобозев Н. И., Евгений Иванович Шпитальский // Ж. физ. химии. 1960. Т. 34. № 8. С. 1887-1889.
- Памфилов А. В., Хомяков К. Г., Кобозев Н. И., Евгений Иванович Шпитальский // Ж. физ. химии. 1961. Т. 31. № 1. С. 228-229.
- Вестн. Моск. ун-та. Под редакцией Хомякова К. Г. Калориметрическое определение теплоты восстановления ферритов водородом. 2. Восстановление феррита цинка // Химия, 1960, №1, с. 41.
- Вестн. Моск. ун-та. Под редакцией Хомякова К. Г. Калориметрическое определение теплоты восстановления ферритов водородом. 3. Восстановление окиси меди и феррита меди // Химия, 1960, №2, с. 28
- Вестн. Моск. ун-та. Под редакцией Хомякова К. Г. Калориметрическое определение теплоты восстановления ферритов водородом. 4. Восстановление феррита магния. // Химия, 1960, №4, с. 36-40.
- Вестн. Моск. ун-та. Под редакцией Хомякова К. Г. Калориметрическое определение теплоты восстановления ферритов водородом. 5. Определение теплоты образование феррита магния // Химия, 1960, №6, с. 24.